# Орто-Суу (Чуйская область)
Орто-Суу — село в Жайылском районе Чуйской области Кыргызстана. Входит в состав Полтавского аильного округа. Код СОАТЕ — 41708 209 829 03 0.

## Население
| год     | 2009 | 2014 | 2015 |
| ------- | ---- | ---- | ---- |
| человек | 1128 | 1055 | 1105 |